# О’Келли, Алоизиус
Алоизиус О’Келли (англ. Aloysius O'Kelly ; 3 июля 1853 
— 1936, ирландский художник, живописец-жанрист, конца XIX-го, первой трети XX-го века, мастер прибрежных ландшафтов, видов рыбацких деревень и причалов.

## Биография
Алоизиус О’Келли родился в 1853 году в Дублине. Он был младшим из пятерых детей. Его дед и бабка со стороны отца происходили из Роскоммона. В Петерсонс Лейн  Архивная копия от 18 мая 2015 на Wayback Machine у его отца, Джона Келли была кузница и тележная мастерская, и это давало семье пропитание. Начать заниматься искусством Алоизиуса надоумила мать, Бриджит. Её брат, дядя Алоизиуса, Джон Лоулор (англ.), 1820—1901) был преуспевающим скульптором в Лондоне. И когда в 1861 отец семейства, Джона Келли умер, Бриджит, взяв пятерых детей направилась в Лондон. Здесь Алоизиус делает успехи на поприще искусства; его кузен, Майкл Лоулор, также был скульптором; братья Алоизиуса, Чарльз и Стивен, также стали художниками, в то время как старший брат, Джеймс Дж. О’Келли, сумел построить политическую карьеру .

### Франция. Начало пути
В 1874 году Алоизиус О’Келли отправляется в Париж, чтобы записаться в École des Beaux-Arts. Он был одним из первых ирландских художников, стажировавшихся в Парижской Школе изящных искусств. Здесь преподавали в это время столпы салонной живописи — Бонна и Жером, прививавшие ученикам вкус к ориенталистским и античным сюжетам.
В 1876 молодой художник едет в Бретань, чтобы писать у береговой линии этюды с видами рыбацких портов и деревень. Эта местность особенно воодушевила художника после месяцев, проведённых в душных академических классах.
О’Келли жил в бретонском Конкарно, в Коннемаре, на западе Ирландии, изображая мирные сельские виды.
В парижском Салоне 1884 года он представил на суд публики большое полотно «Месса в хижине Коннемара»  Архивная копия от 18 мая 2015 на Wayback Machine. Позднее (в 1888) он показал эту картину также в Лондоне и в Ирландии. 
В конце 1880-х художник посетил Каир , и здесь он вернулся к академическом стилю Жерома .
Но после Ирландии и Африки он превратился в довольно заурядного жанрового художника, пишущего бретонских крестьян и приятные виды Новой Англии .

### Поздние годы. Странствия
Несколько раз совершал поездки в США, где его привлекала новизна ландшафта  и живописность уличных сцен Нью-Йорка. В концк концов, О'Келли эмигрировал в США в 1895, и был натурализован в Нью-Йорке как американский гражданин в 1901. Писал жанровые картины, вдохновлённые Марком Твеном, и осенние пейзажи в штате Мэн.
Вернувшись в Европу из Соединенных Штатов в 1902, О'Келли вновь обосновывается в Бретани и остаётся здесь надолго, на целых двадцать лет .
В 73-летнем возрасте (1926), после десятилетий отсутствия, О'Келли вернулся в Ирландию. Об этом периоде жизни художника, когда он живёт в городке Тёрлс, на севере ирландской провинции Манстер, повествуют его письма к племяннику, Джеймсу Герберту .

## Изображения в сети
- Гекльберри Финн, 1885 Холст, масло, 91,3 х 59,3 см. Национальные музеи Северной Ирландии[англ.] (англ.)
- Бретонские девушки на берегу Архивная копия от 5 августа 2016 на Wayback Machine Холст, масло 65.5 × 92 см.